# Eggerik Egges Phebens
Eggerik Egges Phebens (Latijn: Egericus Aegeus Groninganus (1579) / Eggricus Eggaeus (Phebens) (in latere jaren) (Midwolda, 1556 – Groningen, 1615) was bestuurder en kroniekschrijver van de vroege periode van de Tachtigjarige oorlog in Groningen en omstreken, evenals Abel Eppens tho Equart (1534-ca. 1590) en Johan Rengers van Ten Post (1542-1626). Hij schreef een Latijnse kroniek over de oorlog in Groningen en omstreken over de periode 1565-1595 (ofwel de eerste dertig jaar van de Tachtigjarige oorlog).
Eggerik Egges Phebens bekleedde hoge bestuursfuncties in Groningen van 1594 tot en met 1615.  Op 22 november 1615, kort na zijn begrafenis, sprak professor Johannes Huninga een herdenkingsrede uit voor studenten en andere genodigden van de Groningse Academie. Deze in 1616 gedrukte redevoering vormt de belangrijkste bron over het leven van Phebens.

## Levensbeschrijving

### Jeugd en opleiding (Emden, Groningen, Marburg en andere Duitse universiteiten)
Eggerik Egges Phebens werd geboren in 1556 in Midwolda in het Groningse Oldambt. Op vierjarige leeftijd overleed zijn vader Egge, die zijn vrouw had gevraagd om hun zoon tot studie aan te sporen. Zelf was Egge niet geschoold in de (Griekse en Latijnse) letteren, maar was gaandeweg een bewonderaar daarvan geworden, evenals van de zuivere religie. Deze liefde voor de zuivere religie had hij opgedaan uit de geschriften van Heinrich Bullinger en andere reformatorische schrijvers. In overeenstemming met de wens van zijn vader werd Eggerik in 1569 naar de (gereformeerde) Latijnse school van Martinus Bernerus in Emden gestuurd. Emden maakte in die dagen een grote opbloei door dankzij de toevloed van ballingen en vluchtelingen voor de godsdienstvervolgingen in de Nederlanden. Maar reeds kort daarna dwong een pauselijk verbod op studie in het buitenland tot een verhuizing naar de (katholieke) Groningse Maartensschool. Tijdens zijn achtjarig verblijf aan die Groningse Latijnse school werden hem ook de eerste beginselen van de rechtenstudie bijgebracht. Voor zijn verdere opleiding vertrok Eggerik, 22 jaar oud, naar Duitsland, waar hij vijf jaar lang in Marburg, Heidelberg en het Casimirianum in Neustadt rechten studeerde. Huninga ging in zijn lijkrede uitgebreid in op zijn vele contacten met Nederlandse en Duitse studenten en met geleerden die hij daar zou hebben leren kennen.

### Terugkeer naar Groningen (1583)
Op aandrang van zijn moeder keerde Eggerik in 1583 terug naar Groningen. Dit geschiedde echter met de nodige tegenzin. Op 3 maart 1580 was de stad immers door het verraad van stadhouder graaf van Rennenberg een katholiek, Spaansgezind bolwerk geworden, waarbij veel gereformeerden gevangen waren genomen of de stad waren ontvlucht. In die jaren was er voor jonge gereformeerden als Phebens weinig toekomst in Groningen.
Om de jaren die volgden goed te besteden, hield Phebens zich bezig met de studie van het landrecht van zijn provincie, met het schrijven van poëzie en begon hij materiaal te verzamelen voor zijn kroniek, die hij in of na 1595 voltooide.
In 1586 huwde hij Frouke (Latijn: Frouteta) Luwers, uit een deftig Oldambster geslacht. Bij haar kreeg hij een zoon Eggo, die in 1647 overleed.
In deze jaren verleende Phebens, waar hij kon, steun aan ballingen omwille van het geloof en hun kinderen. Tegelijk lag hij (aldus Huninga) vanwege zijn ‘zedelijke rechtschapenheid, bescheidenheid en menselijke beschaving’ goed bij alle partijen, ook bij het merendeel van de katholieken die de stad overheersten: ‘Door hun ijver werd hij tijdens het laatste beleg van deze stad op wonderbaarlijke wijze gered, toen enige lieden van de 'Jezuietenkliek' een aanslag op zijn leven voorbereidden’.
Na de verovering van Groningen in 1594 kwamen veel terugkerende geleerde mannen en andere ballingen in zijn huis bijeen: Sibrandus Lubbertus, Ubbo Emmius, Johannes Roggius en anderen vonden bij hem onderdak. Deze bijeenkomsten van geleerden en theologen waren in die dagen ‘als een consistorie en als een kleine raadszaal en een plek voor beraadslagingen over de meeste zaken die in de gereformeerde kerk en in de politiek speelden’.

### Phebens als bestuurder (1594-1615)
Met de verovering van de stad Groningen in 1594 door prins Maurits en graaf Willem Lodewijk van Nassau, kreeg nu eindelijk de gereformeerde partij de macht in handen. Voor Phebens brak na jaren van ambteloosheid een twee decennia-lange periode aan van zware bestuurlijke arbeid. Zo werd hij zeven keer gekozen als raadsman, had hij zitting in de Rekenkamer, en was hij lid van het College van Gedeputeerden en van de ‘juridische vergaderzaal van de Hoofdmannen’. Ook was hij Ouderling voor de Raad der Oudsten van de Gereformeerde kerk en al die jaren Scholarch (schoolinspecteur). In die laatste functie had zijn voortdurend pleidooi voor de oprichting van een Hogeschool (Academie/Universiteit) in Groningen extra gewicht. Phebens genoot (aldus Huninga) de reputatie van een ‘verstandig, bescheiden, geduldig, rechtvaardig en vroom man’).

### Overlijden
Phebens overleed op 12 november om twee uur ’s nachts na een wekenlang ziekbed, maar zo rustig dat de omstanders meenden dat ‘hij niet stierf maar insliep’. Het is niet bekend, waar hij begraven ligt. De Latijnse tekst van zijn grafschrift luidt in vertaling als volgt:
‘Epitaaf ter zeer dankbare en schitterende nagedachtenis voor Eggerik Egges Phebens. Hij was burger, senator en schoolinspecteur (scholarch) in deze Republiek, lid van het College van Gedeputeerden, Assessor van de Rekenkamer, zeer integer Rechter van de Hoofdmannenkamer, en verder overal een goed, zeer vroom en zeer bescheiden man, uitmuntend door zijn eruditie en zeer dierbaar aan alle goede mannen. Hij werd uit deze wereld geroepen in het zestigste jaar van zijn leven, op 12 november in het 1615de jaar van de christelijke tijdrekening. Zijn stoffelijk overschot dat wacht op de glorierijke verrijzenis is hier begraven. Zijn bedroefde echtgenote en kinderen hebben voor hun zeer beminde man en vader dit monument opgericht’.

## Phebens’ geschriften
Johannes Huninga prees in zijn gedenkrede Phebens’ (niet overgeleverde) poëzie, die bestond uit sierlijke epigrammen, grafschriften en bruiloftsliederen. Hij noemt verder ook diens kroniek maar lijkt die niet te hebben gelezen. De met Phebens bevriende Ubbo Emmius heeft daarentegen het handschrift van de kroniek met zorg doorgelezen en her en der van kanttekeningen voorzien.
Pas in de achttiende eeuw dook het handschrift op in de verzameling Groningana van mr. A.J. de Sitter (1748-1814). Bij de veiling van deze collectie in 1863 kwam de bundel in het bezit van de Groninger Archieven. Archivaris Mr. H.O. Feith gaf de Latijnse tekst in druk uit in 1867. In 2023 verscheen de eerste Nederlandse vertaling met een inleiding op leven en werk van Phebens en een nieuwe Latijnse editie door Zweder von Martels.

### De kroniek
De kroniek draagt een lange, voor zichzelf sprekende titel:
‘KRONIEK VAN HETGEEN IS VERRICHT IN FRIESLAND EN VOORAL rond Groningen in de tijd van de langdurige oorlog die omwille van de religie en de vrijheid werd opgenomen tussen de koning der Spanjaarden en de standen der provincies van Neder-Duitsland, die we de Staten der Nederlanden noemen, namelijk vanaf het jaar 1565 tot het huidige jaar [d.w.z. 1595]’.
De kroniek bestaat uit vier boeken, voorafgegaan door een voorrede aan de welwillende lezer, waarin Phebens zijn bedoeling uiteenzet en vol diepe verontwaardiging spreekt over de gruwelen van die verschrikkelijkste oorlog die hij op het punt staat te beschrijven. Over de indeling van de vier boeken schrijft hij daar:
‘(we zullen) eerst enige dingen zeggen over de oorzaak en oorsprong van deze oorlog en over de voortgang ervan, maar vervolgens zullen we op de rij af die dingen laten volgen die in willekeurig ieder jaar in ons Friesland zijn voorgevallen en gedaan, of de dingen die anders, buiten de oorlogsinspanningen om, van Godswege zijn voorgevallen’.
In zijn voorrede spreekt Phebens over het belang van de geschiedschrijving als middel om de gebeurtenissen voor vergetelheid te behoeden. Zijn belangrijkste wens is dat zijn kinderen en kleinkinderen door zijn kroniek leren:
‘...hoe God gewoonlijk vanwege de minachting voor de ware religie en de afgrijselijkste zonden van de mensen gehele heerschappijen, koninkrijken en republieken straft en omverwerpt, volkeren onderling laat vechten, en kortom, de tirannie van de machtigste monarchen bedwingt en zijn kerk beschermt’.
Phebens laat de Tachtigjarige oorlog tegen de koning der Spanjaarden niet beginnen met de slag bij Heiligerlee in 1568, maar met het decreet waarmee koning Filips II in 1565 de godsdienstvrijheid in de Nederlanden verder inperkte. De kroniek eindigt bovendien niet met de inname van de stad Groningen in de zomer van 1594, maar met het nieuwe verdrag tussen Stad en Lande op 27 februari 1595.
In de kroniek worden niet zozeer de daden van de grote mannen benadrukt, als de gebeurtenissen en de vaak ellendige gevolgen daarvan voor de burgerbevolking op het land en in de steden. Phebens heeft een scherp oog voor het leed van het boerenvolk dat zwaar gebukt ging onder de soldaten van vriend en vijand. De zich eindeloos voortslepende oorlog, die ooit begonnen was ‘uit naam van de religie en de vrijheid’ tegen de Spaanse tirannie, was door wreedheid en hebzucht ontaard. De mensen hadden de vrome zaak, waar de oorlog om begonnen was, uit het oog verloren.
In de laatste twee boeken spits de schrijver zich toe op de situatie rond Groningen en kiest hij in weerwil van zijn streven naar onpartijdigheid meer en meer de kant van de gereformeerden. Na de verovering van Groningen in 1594 door prins Maurits en graaf Willem Lodewijk en de machtsovername door de gereformeerden, prijst Phebens het nieuwe stadsbestuur voor de aanstelling van nieuwe gereformeerde kerkdienaren en van uit verschillende plaatsen ontboden schoolleraren. Hij onderbouwt deze lof met enkele citaten uit Lipsius’ Politicorum … libri sex:
‘In elke republiek is de zorg voor de godsdienst immers het voornaamste en belangrijkste: de godsdienstige verering namelijk en de vrees voor de Heer, welke als enige de mensengemeenschap onderling bewaakt, en zonder welke het leven van de mensen zal worden vervuld van domheid, misdaad en gruwelijkheid’.
Met het sluiten van het nieuwe, voor de stad Groningen gunstige verdrag van Stad en Lande op 27 februari 1595 staat de stad in Phebens' ogen aan het begin van een nieuwe bloeiperiode, die hij in de laatste zin van zijn kroniek als volgt kunstig verwoord:
‘Zo komt gelukkig de eens zeer aanzienlijke stad en zeer bloeiende Republiek na de schandelijkste beeldenverering tot de ware verering van God, na het voeren van een langdurige en wrede binnenlandse oorlog met zijn buren tot de gewenste vrede, na de afschuw van de zeer lange en wrede belegering tot de oude rust en, om alles beknopt samen te vatten, na veel doorstane ellende en gebrek (omdat God medelijden had met haar lot) tot de hoogste voorspoed’.